# Billy Brandão
Alexandre Augusto Brandão, conhecido artisticamente como Billy Brandão (Rio de Janeiro, dezembro de 1966), é um musico, compositor e produtor brasileiro. Sua composição mais conhecida é a música O Último Dia, sucesso na voz do seu parceiro Paulinho Moska.

## Biografia
Frequentou a Escola de Música Antônio Adolfo onde especializou-se em "Harmonia Funcional". Complementou seus estudos com Ian Guest (arranjo e improvisação), Luiz Otávio Braga (violão erudito), além de Isidoro Kutno e Adamo Prince.

### Buana 4
Em 1988, formou o grupo "Buana 4" com o então ex-tecladista do Barão Vermelho, Maurício Barros, e o baterista Guilherme Valdetaro. Em 1989, o grupo lançou o disco "Buana 4", cuja música "Eu só quero ser feliz" foi incluída na trilha sonora da novela Top Model. Em 1992, a grupo finalizou as atividades e Billy seguiu a carreira de músico, acompanhando vários artistas como Léo Jaime, Lobão e Paulinho Moska.

### Leais inimigos
Em 1993, o álbum Vontade, de Paulinho Moska, inclui a música "Leais inimigos", de autoria de Billy em parceria com Paulinho Moska.

### Nostalgia da Modernidade
Em 1995, no CD "Nostalgia da Modernidade", de Lobão, as músicas "Coração aberto" e "Dé Dé Dé Dé Deu" são composições de Billy, em parcerias com o próprio Lobão e Ivo Meirelles.

### O último dia
O CD Pensar É Fazer Música, lançado por Paulinho Moska em 1995, a música "O último dia" foi composta por Billy, em parceria com o próprio Paulinho. A música destacou-se a tal ponto, que foi incluída na trilha sonora de "O Fim do Mundo", telenovela da Rede Globo.

### Produtor
Como produtor musical, trabalhou com Cris Braun, Kelly Key, Fernando Solano e Tânia Maya.

### Frejat
Em 2003 Billy Brandão passou a integrar a banda do cantor Frejat, sendo seu guitarrista em todos os discos da carreira solo do artista e nos shows desde então.

## Discografia
Solo
- 2021 - O Bicho Tá Pegando[9]

com o grupo Buana 4
- 1989 - Buana 4